# Ирина Палеологина Хумнина
Ирина Хумнина (око 1292. - пре 1360.) - византијски верски писац, монахиња. Ћерка писца и државника Нићифора Хумне. Била је удата за деспота Јована Палеолога. После мужевљеве смрти 1308. године, без деце, замонашила се под именом Евлогија и основала манастир Христа Филантропа у Цариграду. Упркос одласку у манастир, активно је учествовала у интелектуалном животу престонице, прикупљајући велику библиотеку и одржавајући контакт са научницима.

## Биографија
Ирина је вероватно била друга ћерка Нићифора Хумна - барем је у његовом тестаменту названа другом. Поред тога, имала је сестру и четири брата. Датум њеног рођења није са сигурношћу познат, али ако је 1308. године, остала удовица са око 16 година, то би значило да је рођена 1291. или 1292. годину. О њеној мајци се не зна ништа осим да је била изузетно побожна. Детаљи образовања које је Ирина добила у детињству такође нису познати, али судећи по стилу њених преживелих радова, то није било баш добро. Утицај њеног оца на цара Андроника II Палеолога (1282-1328) био је толики да је сам цар предложио да Ирину уда за цара Алексија II Трапезунтског. Овај пројекат није реализован јер се цар Алексије II  оженио грузијском принцезом Џијаџак Џакели. После тога се појавио план да се син цара Андроника II Палеолога, деспот Јован Палеолог, ожени Ирином. Упркос примедбама царице Ирине од Монферата, која је желела невесту вишег ранга за свог сина, брак је склопљен убрзо после Ускрса 1303. године. Као жена деспота, Ирина је добила титулу василисе. Према речима савременика, овај брак је био срећан, али не дуг. Према Нићифору Григори, то је трајало две године, а Георгије Пахимер говори о смрти деспота Јована Палеолога 1307. – почетком 1308. године .
Смрт њеног мужа била је трагедија за деспину Ирину. Поновна удаја за њу није била могућа без губитка статуса, па је једина опција била да уђе у манастир. Њен духовни учитељ био је Теолипт, епископ Филаделфије у Малој Азији, који ју је убедио да се посвети служењу Богу. Постригао ју је у монахињу. Ирина је део своје имовине поклонила у добротворне сврхе и откуп ратних заробљеника, а са преосталим средствима обновила је манастир Христа Човекољубца у Цариграду. Монашко име Евлогија је узела у част рођаке свог мужа, сестре цара Михаила VIII. Претпоставља се да је оснивање манастира било 1312. године. Био је то кенобитски двоструки манастир, чији је типик сачуван. У манастире овог типа могли су се придружити и мушкарци и жене, услед чега су оба родитеља Ирине-Евлогије накнадно приступила манастиру Христа Човекољубца. Упркос својој младости, деспина Евлогија, како је сама себе називала, управљала је манастиром строго и компетентно. Истовремено, она није претендовала на духовно вођство монаха, препуштајући то епископу Теолипту. Манастир је брзо постао популаран, а до њене смрти било је више од сто монахиња, подељених у две категорије, „мајке“ и „сестре“. Први су се посветили молитви и богослужењу, док су се други бавили кућним пословима. Старијим монахињама је било дозвољено да напусте манастир и да се баве исцељењем. Сама Евлогија је суботом и недељом примала високе посетиоце и са њима размењивала друштвене вести. Њени саговорници су били истакнути интелектуалци као што су историчар Нићифор Григора и епископ Ефески Матеј. Поред тога, Евлогија је одржала контакт са светом због правне битке око њеног мираза. Овај процес је трајао три године и окончан је тек пошто је Нићифор Хумна поднео молбу цару. Све до Теолиптове смрти 1322. године, наставила се његова преписка са Евлогијом, из које се јасно види да су јој дужности игуманије биле тешке, те је била спремна да напусти манастир. После Теолиптове смрти, Евлогија је нашла новог духовног ментора, чије име није познато. Вероватно је био из Солуна, где је њена породица имала поседе. Сачувана је њихова преписка – 14 писама његових и 8 писама Евлогије, која датирају из 1334-1335. године.
Године 1327. њен отац је умро и она је наследила његову библиотеку. Постепено, Евлогија је развила интересовање за грчку филозофију, а њена преписка од 1334-1335. године, такође се тиче филозофских питања. У грађанском рату који је избио неколико година касније, Ирина-Евлогија је подржала противнике цара Јована VI Кантакузина и исихасте. Због тога су је Григорије Палама и његове присталице често упоређивали са библијском Језавељом: „Али ми... се уопште не плашимо, као жртве Језавељине срамоте, чак и ако је нека луда моћ поверена жени успостављена против нас. У јесен 1342. године, Евлогија је дала уточиште у свом манастиру и новцем помогла једног од антипаламитских вођа Григорија Акиндина. Акиндин има још једну аналогију упућену Хумнени: „Превише смо изненађени што сте заједно други и пре других, твоја мудрост, љубав према Богу, узвишеност мисли и тачност твоје у свему, принцезо од Бога миљена, ... која се, знаш, није мање поносила тобом него Крез са новцем или Семирамида са Вавилоном, или једном сама са пурпурном хаљином, није дала никоме нижем у побожности, раздераној недаћама, нико (није) је супериорнији у познавању божанских догмата Цркве“.